# Chameza (kommun i Colombia)
Chameza är en kommun i Colombia.   Den ligger i departementet Casanare, i den centrala delen av landet, 150 km öster om huvudstaden Bogotá. Antalet invånare är 1 820.